# Анненков Андрій Михайлович
Андрі́й Миха́йлович Анненков (нар. 21 січня 1969, Вінниця, Українська РСР, СРСР) — український футболіст, захисник та півзахисник. Виступав за збірну України. Нині — тренер.

## Клубна кар'єра
В 1986 році розпочав кар'єру футболіста в команді «Авангард» з міста Курськ. Потім два роки грав в смоленському клубі «Іскра». В 1990 році перейшов до «Динамо» Київ, з яким виграв Чемпіонат СРСР, двічі Чемпіонат України та один Кубок України. В 1995 році перейшов в «ЦСКА-Борисфен». Потім виступав в таких клубах як «Дніпро» Дніпропетровськ, «Уралан» Еліста, «Кривбас» Кривий Ріг, «Сокол» Саратов, «ЦСКА» Київ, «Арсенал» Київ, «Іртиш» Павлодар. У 2005 році закінчив кар'єру гравця в «Борисфені».

## У збірній України
За збірну України зіграв один товариський матч, 26 серпня 1992 року проти збірної Угорщини (1:2).

## Тренерська кар'єра
Після закінчення кар'єри футболіста став тренером. У 2007 році працював помічником головного тренера в клубі «Княжа». Після року праці перейшов на ту ж посаду в «Прикарпатті». З 2009 року працює дитячим тренером в «Арсеналі» Київ.
У лютому 2014 року був призначений головним тренером оновленого київського «Арсеналу», який з наступного року став виступати у Другій лізі чемпіонату України. Проте вже 2015 року залишив команду.
У червні 2017 року став тренером «Динамо» U-19.
У 2019 році, працюючи в штабі головного тренера збірної України до 20 років Олександра Петракова, став переможцем молодіжного чемпіонату світу. За перемогу в турнірі отримав звання Заслуженого працівника фізичної культури і спорту України.
Перед початком сезону 2021/22 увійшов до тренерського штабу одеського «Чорноморця». Залишив «Чорноморець» 30 грудня 2021 року разом з Юрієм Морозом.
У серпні 2021 року, коли Петраков став в.о. головного тренера національної збірної України, Анненков став його асистентом і там. В кінці 2022 року разом із усім тренерським штабом покинув посаду. Згодом у 2023—2024 роках працював разом з Петраковим у збірній Вірменії.

## Досягнення
- Чемпіон СРСР (1) : 1990
- Чемпіон України (2) : 1993, 1994
- Володар Кубка України (1) : 1993

## Нагороди
- Почесне звання Заслужений працівник фізичної культури і спорту України (2019)[7]